# Hollandale (Mississippi)
Hollandale is een plaats (city) in de Amerikaanse staat Mississippi, en valt bestuurlijk gezien onder Washington County.

## Demografie
Bij de volkstelling in 2000 werd het aantal inwoners vastgesteld op 3437.
In 2006 is het aantal inwoners door het United States Census Bureau geschat op 3118, een daling van 319 (-9,3%).

## Geografie
Volgens het United States Census Bureau beslaat de plaats een oppervlakte van
5,8 km², geheel bestaande uit land. Hollandale ligt op ongeveer 31 m boven zeeniveau.

## Plaatsen in de nabije omgeving
De onderstaande figuur toont nabijgelegen plaatsen in een straal van 32 km rond Hollandale.